# Нагоя-Мару
Нагоя-Мару (Nagoya Maru) — судно, яке під час Другої світової війни взяло участь у операціях японських збройних сил у Південно-Східній Азії, Меланезії та Мікронезії.

## Початок історії судна
«Нагоя-Мару» спорудили в 1932 році на верфі компанії Mitsubishi у Нагасакі для судноплавної компанії Ishihara Sangyo Kaisha.
20 січня 1941-го судно реквізували для потреб Імперського флоту Японії та призначили для перетворення на плавучу базу підводних човнів. З 14 травня по 9 квітня «Нагоя-Мару» пройшло відповідне переобладнання на верфі Mitsubishi в Кобе, під час якого, зокрема, отримало шість 152-мм гармат та дві спарені установки 13,2-мм зенітних кулеметів. З 1 листопада «Нагоя-Мару» включили до складу 4-ї ескадри підводних човнів.

## Операції у Південно-Східній Азії
На момент вступу Японії у Другу світову війну «Нагоя-Мару» перебувало у Південно-Східній Азії, де дві дивізії 4-ї ескадри діяли з бази в Камрані (центральна частина узбережжя В'єтнаму). 17—24 лютого 1942-го плавбаза в супроводі легкого крейсера «Кіну» (флагман 4-ї ескадри) перейшла з Камрані до затоки Старінг-Бей (південно-східний півострів острова Целебес).
На початку березня 1942-го «Нагоя-Мару» вже була в Сінгапурі, причому 10 березня 4-ту ескадру розформували. Тієї ж доби «Нагоя-Мару» вийшла для доставки десанту в Labuhanruku (Laboehanroekoe) на північному узбережжі Суматри за п'ять сотень кілометрів на північний захід від Сінгапура, де 12 березня провела висадку, що не зустріла спротиву.
23 березня 1942-го «Нагоя-Мару» повернулась у Японію до Куре, де з 1 травня по 13 червня пройшла переобладнання в авіатранспорт.

## Операції у Океанії
Подальша служба «Нагоя-Мару» була пов'язана з рейсами до Океанії. Так, відомо що в першій половині липня 1942-го судно побувало на Маршаллових островах (щонайменше, на атолі Малоелап).
З 19 серпня по 3 жовтня 1942-го «Нагоя-Мару» здійснило круговий похід із Кісарадзу (Токійська затока) до архіпелагу Бісмарка, де 1—7 вересня побувало в Кавієнзі (друга за значенням японська база в архіпелазі, розташована на північному завершенні острова Нова Ірландія), а 8—17 вересня в Рабаулі (головна передова база на східному завершенні острова Нова Британія, з якої здійснювались операції на Соломонових островах та сході Нової Гвінеї). Можливо відзначити, що на той час у цьому регіоні вже почалась шестимісячна битва за Гуадалканал і японське командування спрямовувало сюди численні підкріплення та ресурси.
2 листопада — 8 грудня 1942-го «Нагоя-Мару» провело ще один рейс з Токійської затоки до Меланезії та назад, під час якого з 14 по 22 листопада перебувало у Рабаулі.
17—29 січня 1943-го судно пройшло з Токійської затоки до Рабаула, проте на цього разу його подальший маршрут не передбачав повернення до Японії. Натомість «Нагоя-Мару» відвідало Південно-Східну Азію, де побувало на східному узбережжі Борнео у Балікпапані (з 14 по 17 лютого та знову з 3 по 10 березня), у Макассарі на острові Целебес (19—22 лютого), на сході Яви в Сурабаї (24 лютого — 1 березня), а 19 березня повернулось у архіпелаг Бісмарка до Кавієнга. Потім 25—26 березня судно перейшло до Рабаула, а 14 квітня нарешті повернулось у метрополію до Токійської затоки.
26 травня — 4 червня 1943-го «Нагоя-Мару» з конвоєм № 3526A пройшло з Йокосуки на атол Трук у центральній частині Каролінського архіпелагу (ще до війни тут облаштували головну базу японського ВМФ у Океанії). На початку липня судно побувало на Палау (важливий транспортний хаб на заході Кароілнських островів), потім перейшло до Балікпапану, в першій половині серпня знову було у Рабаулі, а далі опинилось на Труці.
27 серпня 19423-го «Нагоя-Мару» полишило Трук з конвоєм № 4827. Останній рухався до Йокосуки, проте авіатранспорт залишився на Маріанських островах, причому на підході до них з «Нагоя-Мару» повідомили про невдалий напад підводного човна, тому з Сайпану назустріч вийшов переобладнаний тральщик «Фумі-Мару № 2». 6—11 вересня «Нагоя-Мару» під охороною есмінця «Тачікадзе» пройшов з Сайпану до Рабаула.
На початку жовтня 1943-го «Нагоя-Мару» вже був у Південно-Східній Азії, де 5—15 жовтня відвідав Такао (наразі Гаосюн на Тайвані), а 19—21 жовтня побував у Манілі. Далі «Нагоя-Мару» пройшов у конвої до Палау, а 2—10 листопада перейшов звідси до Рабаула з конвоєм SO-205. 15—19 листопада судно пройшло на Трук (конвой № 2152), 1—5 грудня повернулось до Рабаула (конвой № 1013), а потім знову попрямувало на Трук.
22 грудня 1943-го «Нагоя-Мару» вирушив з Труку до Японії в конвої № 4222. Вже на завершальній ділянці маршруту конвой атакував підводний човен USS Herring. Вночі 1 січня 1944-го поблизу острова Аогасіма (архіпелаг Ідзу) він дав по найбільшому транспорту залп із трьох торпед, одна з яких поцілила «Нагоя-Мару». Боротьба за живучість торпедованого судна ускладнювалась штормом і в підсумку віддали наказ полишити «Нагоя-Мару», яке затонуло 2 січня. Есмінець «Ікадзучі» провів порятунок вцілілих, при цьому внаслідок інциденту загинули 1 член екіпажу та 120 пасажирів (усі або майже всі безпосередньо при влучанні торпеди).